# Jewsei Jewsejewitsch Moissejenko
Jewsei Jewsejewitsch Moissejenko (russisch Евсей Евсеевич Моисеенко; * 15. Augustjul. / 28. August 1916greg. in Uwarowicze, Gouvernement Mogiljow, heute Belarus; † 29. November 1988 in Leningrad) war ein sowjetischer Künstler, Grafiker und Pädagoge. Er wurde unter anderem mit dem Titel Held der sozialistischen Arbeit ausgezeichnet.

## Biografie
Moissejenko wurde im Russischen Kaiserreich geboren. 1931 studierte er in Moskau Kunst. Im Zweiten Weltkrieg trat er der Armee bei und geriet kurzzeitig in deutsche Gefangenschaft. Nach dem Krieg fing er an, sich der Kunst zu widmen.

## Grab
Moissejenko starb 1988 in Leningrad. Sein Grab auf dem Künstlerfriedhof Literatorskije mostki des Wolkowo-Friedhofs in Sankt Petersburg ziert eine Skulptur seiner Ehefrau, der Bildhauerin Walentina Rybalko (1918–1991), die ebenfalls dort begraben liegt.